# Я ненавижу День святого Валентина
«Я ненавижу День святого Валентина» (англ. I Hate Valentine's Day) — американская романтическая комедия 2009 года, режиссёром и сценаристом которой выступила Ниа Вардалос. Она также исполнила одну из главных ролей вместе с Джоном Корбеттом. Ранее они вместе сыграли в фильме «Моя большая греческая свадьба» в 2002 году.

## Сюжет
Очаровательная и романтичная флористка Женевьева никогда не встречается с мужчинами более пяти раз. «Пять свиданий» — её личная философия. Пять свиданий — это вполне достаточно, чтобы ощутить тонкий вкус романтики и новизны и не наскучить друг другу. Женевьева не ищет серьёзных отношений — ведь они чреваты разочарованием и болью.
Грег Гэтлин недавно расстался с изменявшей ему девушкой. Он открывает свой ресторан неподалёку от магазина Женевьевы. Он ничего не смыслит в романтике. Но всё же Грег и Женевьева решают повстречаться… только пять свиданий! Ничего больше…
Однако философия пяти свиданий неожиданно даёт сбой…

## В ролях
- Ниа Вардалос — Женевьева Гернье
- Джон Корбетт — Грег Гэтлин
- Стивен Гуарино — Билл
- Эмир Арисон — Боб
- Зои Казан — Тэмми
- Гэри Уайлмс — Кэл
- Майк Старр — Джон
- Джейсон Мандзукас — Брайан
- Джуда Фридлендер — Дэн О’Финн
- Рейчел Дрэтч — Кэти Джими
- Джей О. Сандерс — Тим (доставщик)
- Сьюзан Шеперд — Иди
- Линда Граватт — Роза
- Иэн Гомес — KJ Ken
- Olive — собака Розы

## Интересные факты
- На вывеске магазина Roses For Romance, где работает Женевьева, указан номер телефона: 625—2475. Это реальный телефон цветочного магазина в Бруклине, Нью-Йорк, по адресу: 308 Court St. Brooklyn, NY 11231